# アシタバ
アシタバ（明日葉、学名: Angelica keiskei）は、セリ科シシウド属の植物。種小名は、明治時代の植物学者伊藤圭介（1803年 - 1901年）への献名。別名八丈草（ハチジョウソウ）、明日草（あしたぐさ）、明日穂（あしたぼ）。生命力が強く、若葉はお浸しや和え物、汁の実、天ぷらなどにして食用される。春の季語。

## 名称
和名アシタバ（明日葉）の名は、強靱で発育が早く、「今日、葉を摘んでも明日には芽が出る」と形容されるほど生命力が旺盛であることに由来する。別名でアシタグサ（明日草）ともよばれ、野菜としてアシタバが常食される八丈島は、産地として有名なことからハチジョウソウ（八丈草）の名でも呼ばれている。

## 分布・生育地
日本原産で札幌近郊でも普通に街中や山の中に自生しており越冬する、関東地方以西の南部、房総半島から紀伊半島南部（太平洋側）と伊豆諸島・小笠原諸島の太平洋岸に自生する。伊豆諸島・伊豆半島・三浦半島および房総半島の個体は、古くから自生している個体であるが、紀伊半島の個体は近年紀伊大島に移植された株である。
主に暖地の海岸沿いの林縁に自生し、砂地や岩の割れ目などに生える。特に伊豆諸島では、海辺や山野に自生し、畑で栽培利用も行われている。日当たりのよい、多少湿気のある土壌で良く育つ。

## 形態・生態
多年性草本。太い根茎を持ち、太い茎が直立して、草丈は50 - 100センチメートル (cm) 前後に育つ。茎の上部でよく分枝する。
葉は根生する1 - 2回3出羽状複葉で、ふつうは5枚前後の小葉がついている。複葉の大きいものでは40 cm以上にもなるが、生育環境や条件によって大きく異なる。葉縁には粗い鋸歯がある。根生葉や茎の下のほうにつく葉は長い葉柄がつき、基部で茎を抱き、鞘状になる。茎や葉を切ると、濃黄色の乳液が出る。根は、1年目の生育初期では細い直根であるが、中期以降の株では地上部に比べて太く分岐して旺盛に伸長し、3年株を越えるとウドの根に姿が似て重量も200グラム (g) 以上に発達する。生育が旺盛で、葉を摘んでも根を残しておけばいつでも新芽が出る。冬になっても葉は緑色をしている。
花期は夏から秋にかけて（6 - 9月）。花は複散形花序で、株の生育状態にもよるが、発芽から2 - 4年目に花芽が3 - 4月にかけて伸長しはじめ、各枝の先端に淡黄色の小花を傘形花序に多数つける。花は5弁で小さく、雄蕊は5個つき、雌蕊は花びら・萼のつく位置より下に子房がある下位子房である。果実は長径10ミリメートル (mm) ほどある扁平な長楕円形で、2分果である。開花時期によって多少異なるが、開花後50日ほどで果序の黄変が始まり、90日後には種子が褐色に熟して脱粒する。結実は7月から見られるが、9 - 11月が多くなる。開花・結実すると、その株は枯れてしまう。冬は地上部が枯れる。
アシタバの画像
- 花序は傘状で、小さな5弁花が多数つく。
- 茎を切ると黄色い汁が出て、そこから新しい葉芽が出現する。

## 系統
伊豆大島系と八丈島系の系統が存在しており、伊豆諸島でも島毎に多少形状が異なるとされる。大別すると、葉柄の色が赤い系統の「赤茎種」と、赤色を帯びない系統の「青茎種」に分けられるが、その中間型も多く、赤色の程度はまちまちである。赤色の発現条件は生育する土地や、気温などの環境の違いによって異なるが、一般に赤茎種は青茎種よりも耐寒性が強くて栽培しやすく、独特の風味も強いと言われている。
伊豆諸島では、三宅島以北の伊豆大島産などのものに「赤茎」の株が多く見られ、それ以南の八丈島産のものは「青茎」の株が多く、赤茎は極めて少ない。また、御蔵島産のものは他の島に比べ、茎が太いとされる。現代では、赤茎種は市場性に問題があるとみなされて、栽培品ではその淘汰がすすめられている。

## 生産
東京の八丈島を中心に、愛知県や千葉県、長崎県、静岡県などで生産されている。一年を通して出荷されているが、周年出荷しているのは、伊豆諸島に限られる。伊豆諸島では、自生地として古くからアシタバが島内消費されていたが、野菜需要の多様化や、健康食ブームによって生産量を増やしてきた。
生産量は、伊豆諸島の属する東京都がアシタバ生産高全国第1位となっている。1986年（昭和61年）の伊豆諸島6町村だけでも約220トン (t) の出荷量があり、八丈島がその60%を占め、次いで三宅島、神津島が続いた。2005年（平成17年）の日本のアシタバの市場流通量は1,500 tと推定されるが、うち約9割はサプリメントなどの加工用に用いられ、野菜として流通するのは約170 tである。2006年（平成18年）現在、野菜としてのアシタバの生産量は東京都が88.9%を占め、新興産地の茨城県が9.9%でこれに次ぐ。出荷は周年行われているが、7月 - 9月ごろの出荷量が多い。

## 栽培
常緑の宿根草であるため、一度植えれば毎年葉を収穫できる。半日陰で、水はけがよく腐植質に富む土壌を好む性質がある。発芽適温は15 - 20度、生育適温は20度前後とされ、25度を超えて乾燥も伴うと葉が黄変し、冬期0度以下の低温や霜に当たると地上部が枯死する。温暖地で育つため、寒冷地では冬場の防寒対策が必要となる。生育初期を除けば草勢は強く、土質環境でとくに問題になることも少なく、放任気味で栽培しても良く育つ。
種まきは秋から冬にかけて行われ、畝に種子を散布するか、筋まきにして、覆土は行わないか極薄く土を被せる程度にする。種をまいてから発芽するまでに約20日ほどかかり、発芽するには光が必要で、高温下や暗所では発芽不良となる。散まき・筋まきでは間引きはほとんど行われず、密生した箇所を間引きする程度である。移植栽培では、秋か春に種をまいて、本葉が4枚前後になったら苗を25 - 40センチメートル (cm) 間隔で植え付け、株元に堆肥や腐葉土で覆って乾燥を防止する。元肥に有機質肥料を施した上で、苗が根付いたあとの6月ごろから追肥を行って育てる。肥料が不足すると葉色が淡くなって生育不良になり、多すぎると徒長してしまう。また、窒素肥料のやり過ぎは品質を落としてしまう。開花して結実すると、その株は枯れて若葉の収穫できなくなるため、蕾は早い内に摘み取る。1年目はなるべく収穫を控え、2年目以降に若葉を摘んで収穫する。収穫期は8月 - 11月で、収穫は開ききっていないツヤのある若葉を選んで、葉柄基部から摘み取る。2年目以降は、春からでも収穫できる。生長してつやがなくなった成葉は残しておく。
繁殖したいときは、春先に盛んに生長する前に株を掘り上げて、芽がついた根を切り分けて植え付ける。多くの苗を得たい場合は、夏から秋にかけて出る花をそのままにして種子をとり、この種子を春になってから蒔く。
アシタバは病虫害が少なく、ふつうは薬剤などによる防除は行われておらず、病虫害の種類や防除方法については不明な点も多い。しかし、まれに2 - 6月に疫病菌由来の葉枯れ、夏に白絹病菌による立ち枯れ、冬期以外でさび病菌による葉の斑点症状が現れる場合がある。害虫では、6 - 10月にウドノメイガ、春にヨトウムシの被害にあうこともあり、年によってはヤサイゾウムシ、アブラムシが加害する。またセンチュウによる生育不良もみられる。

## 利用
特産地の八丈島や伊豆諸島では昔から若い茎葉が食べられていたが、高い栄養価と滋養強壮効果が健康野菜として注目されて、市場にも流通するようになった。セリ科植物特有の香りとほのかな苦味があり、お浸しや汁の実、天ぷらなどに使われる。
古くから薬効がある山野草として利用されてきた。アシタバが利用されていた古い記録は江戸時代までさかのぼり、『大和本草』（1709年）には「八丈島の民は多く植えて朝夕の糧にする」との記載が見られるほか、『八丈物産誌』（1751年）には栽培・収穫方法についての記述が残されている。

### 食用
若芽や葉と茎は食用にされ、主に若葉を食べる。ほぼ一年中収穫できるが、3 - 4月ごろの新芽や若葉がもっとも美味しいといわれている。また、暖かい地域でとれるものほど葉や茎がやわらかく、香りもよい。若い葉と茎や蕾は、揚げ物や汁の実にしたり、乾燥保存してから茶にして飲まれる。特に伊豆大島では、アシタバを椿油で揚げた天ぷらが名物料理になっている。葉は春先から初夏にかけてはやわらかいが、それ以外の時期ではややかたくなる。売られているものは、葉の緑色が明るく薄めのものが新鮮なものの見分けのポイントとなる。
葉には香りと苦味に独特のクセがあり、そのまま天ぷら、佃煮、汁の実、青汁にしたり、下茹でしたものをバター炒め、おひたし、和え物、サラダ、煮びたし、卵とじ、佃煮などに利用するのが一般的で、和える調味料はマヨネーズ・からし・ごま・納豆・ピーナッツ・クルミなどで、個性ある味にして多少クセを抑える調理法がとられる。塩茹でして水にさらしてから調理に使うことによって強いクセは和らぎ、調味料もなじみやすくなる。アクが強い場合は水にさらす時間を2 - 3時間ほどとるとよいといわれる。
茎は少しかためであることから、汁の実、餃子の具など細かく刻んで使う調理に向いている。花やつぼみは天ぷらにすると、セリ科特有の香りとほろ苦さが味わえ、美味と評されている。アシタバはβ-カロテンが豊富な健康増進野菜として知られるが、炒め物や天ぷらなどの油を使った調理法は、体内でβ-カロテンから変化したビタミンAが油に溶けて吸収されやすくなることで、効率のよい摂取方法につながり、アクも消えて食べやすくなる。生の葉をホワイトリカーに漬け込んで、2か月で葉を取り出すと健康酒ができる。
伊豆諸島では農協やスーパーの店頭で野菜として通年販売されている。また加工品としては、ティーバッグ（茶）や、あしたば100%のパウダー（粉）、佃煮なども多く、根を利用した加工品も見られる。いわゆる健康食品だけでなく、ケーキ、蕎麦、焼酎、こんにゃく、アイスクリーム、アシタバの根入りドリンクなどが販売されている。駿河湾の桜エビとアシタバの茎のかき揚げは、静岡県の郷土料理にもなっている。

### 栄養価
アシタバは緑黄色野菜に分類され、β-カロテン・ビタミンB群・C・Eなどのビタミン類をはじめ、カルシウム・カリウム・鉄などのミネラルや食物繊維が豊富に含まれ、他のセリ科野菜やホウレンソウと同程度か、それ以上の栄養価がみられる。特に、塩分を体外に排出する作用があるカリウムと、がん予防に役立つと考えられているβ-カロテンが多く含まれているのが特徴で、ビタミンやミネラルの含有量は野菜の中でもトップクラスを誇り、古くから「不老長寿の野菜」と呼ばれるほど栄養的に優れている。
豊富な食物繊維はアシタバ100グラム (g) 中に約5 gほど含まれ、食物繊維が不足がちな現代人に役立つ野菜として注目され、さらに茎を切ったときに出る黄色い汁に含まれるカルコンという化合物成分はフラボノイドの一種で、強い抗酸化作用と便通を整える作用、体内の老廃物を排出する作用があるといわれている。
食品としての栄養価の公式発行文書としては、昭和57年（1982年）の「四訂 日本食品標準成分表」に初めて記載された。

### 薬用
強壮作用、便通をよくする緩下作用、尿の出をよくする利尿作用があるほか、高血圧抑制作用により、薬として利用される。
特徴的な成分としては、カルコン類（キサントアンゲロール）やクマリン類を含み、これらは抗菌作用、抗血栓作用、抗潰瘍作用、抗がん作用を持つといわれている。中国でも薬用に用いられており、古くは明の時代に編纂された薬草辞典『本草綱目』にその名が見られる。日本では江戸時代中期に貝原益軒の『大和本草』で八丈島の滋養強壮によい薬草として紹介されている。収穫時期及び生育年数や系統により、含有している成分や構成比には差異がある。
万能薬のように言われることもあるが、俗信の域を出ないものも多い。

## 近縁種
近縁種のハマウド (A. japonica) は、関東および中部地方以西の海岸に分布し、アシタバと同じようなところに生える。アシタバとよく似ているが、茎が粗大で紫色の縦縞がたくさんあり、茎を切ったときに出る汁の色が黄色ではなく白っぽいので区別できる。花期は4 - 6月ごろで、アシタバのように秋まで咲いていない。ハマウドは有毒植物ではないが苦みが強いとされ、通常は食用にされない。別名はオニウド。